# Bush (Illinois)
Pour les articles homonymes, voir Bush.
Bush est un village situé au nord-ouest du comté de Williamson,  dans l'Illinois, aux États-Unis,. Il est incorporé le 18 octobre 1905.

## Démographie
Lors du recensement de 2010, le village comptait une population de 275 habitants. Elle est estimée, en 2016, à 274 habitants.

### Source de la traduction
- (en) Cet article est partiellement ou en totalité issu de l’article de Wikipédia en anglais intitulé « Bush, Illinois » (voir la liste des auteurs).